# Paul Sandby
Paul Sandby (1725 i Nottingham - 9. november 1809) var en engelsk kartograf som blev landskabsmaler i akvarel. Sammen med broren Thomas Sandby var han en af medstifterne til the Royal Academy i 1768.

## Galleri
- A bandit with a halberd, 1730-1809
- :Windsor Castle: View of the Round and Devils Towers from the Black Rock
- Watercolour of Woolton Hall, Liverpool, c. 1781